# Tosa Mitsuoki
En aquest nom japonès, el cognom és Tosa.

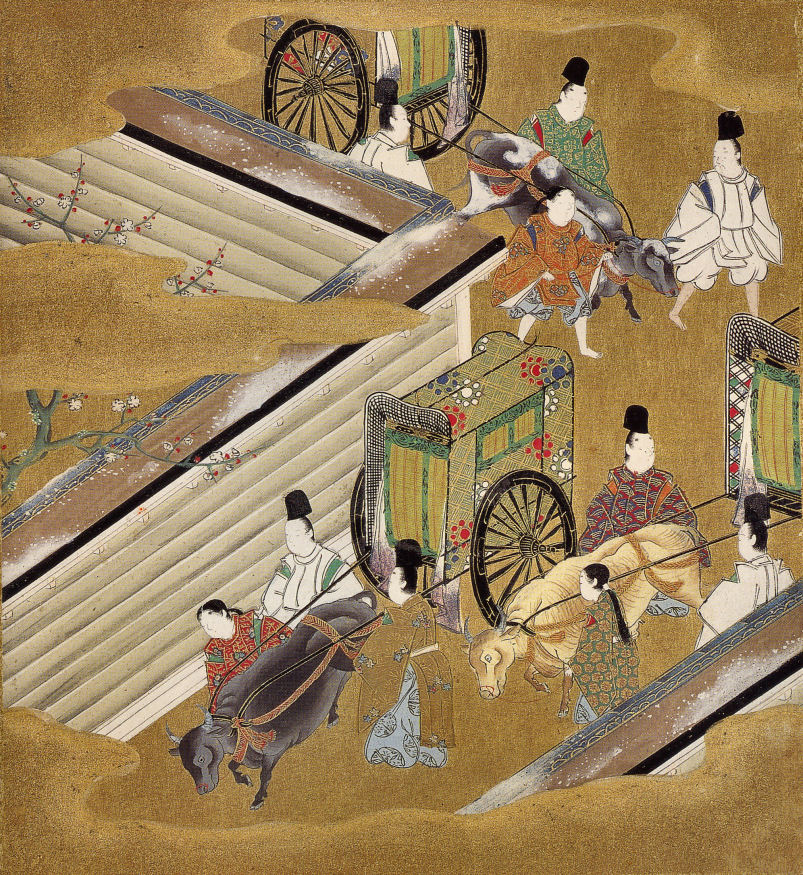
Il·lustració del Genji Monogatari, cap.42 – 匂宮 Niō no Miya ("El Príncep Perfumat")
Atribuïda a Tosa Mitsuoki (1617–1691).

Tosa Mitsuoki (en japonès, 土佐 光起) (Sakai, Província d'Izumi (actualment Prefectura d'Osaka), 21 de novembre de 1617 - Kyoto, Província de Yamashiro (actualment (Prefectura de Kyoto), 14 de novembre de 1691) va ser un pintor japonès.
Tosa Mitsuoki va ser el successor a l'Escola Tosa després del seu pare, Tosa Mitsunori (1583-1638). Mitsuoki va portar l'escola Tosa a Kyoto després de prop de 50 anys a Sakai.

## Obra
- Kitano Tenjin engi emaki
- Itsukushima Matsushima zu-byōbu
- Kiku jun zu
- Quail and Millet Screen
- Ono no Komachi
- Quail and poem